# Malaxis madagascariensis
Malaxis madagascariensis là một loài thực vật có hoa trong họ Lan. Loài này được (Klinge) Summerh. mô tả khoa học đầu tiên năm 1953.